# لابولبينة آسيوية
لابولبينة آسيوية (الاسم العلمي:Laboulbenia asiatica) هي نوع من الفطريات تتبع جنس اللابولبينة من الفصيلة اللابولبينية.